# Evropský koncert Berlínských filharmoniků

Obecní dům v Praze, dějiště prvního Evropského koncertu 1991

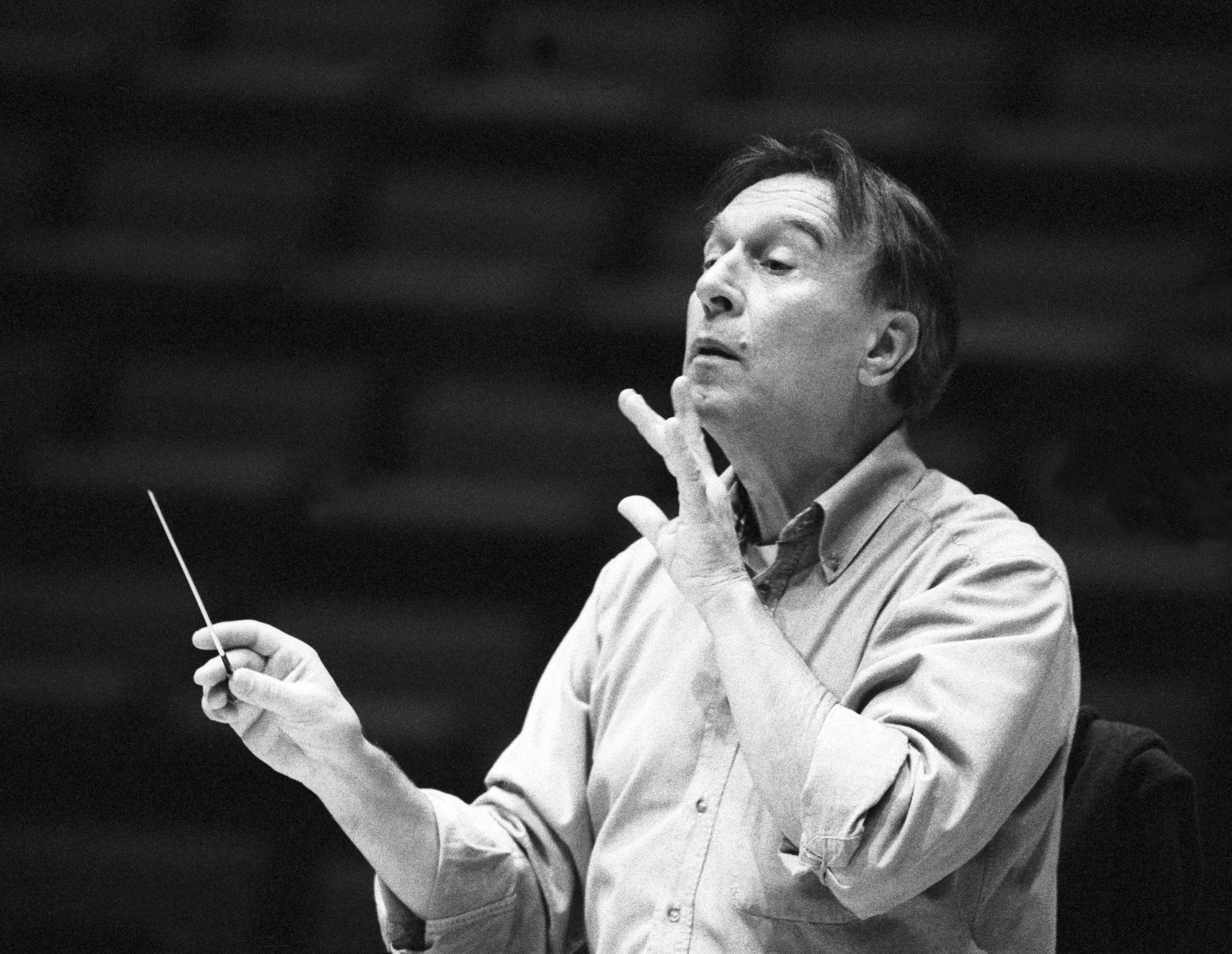
Šéfdirigent Claudio Abbado řídil první a dalších pět koncertů.

Evropský koncert Berlínských filharmoniků (německy Europakonzert) je výroční slavnostní koncert klasické hudby od roku 1991 uskutečňovaný pravidelně k datu 1. května. Elitní německé hudební těleso Berlínské filharmonie jím slaví výročí svého založení (1882) a současně spojení východní a západní Evropy (a konkrétně východního i západního Berlína) po revolučním roce 1989.
Evropský koncert se konává na různých místech Evropy. Pro první koncert 1. května 1991 byla vybrána Smetanova síň Obecního domu v Praze. Dalšími místy se staly tradiční koncertní sály klasické hudby, jako např. londýnská Royal Albert Hall, petrohradské Mariinské divadlo, neapolské Teatro San Carlo, madridské Teatro Real či bayreuthský Markraběcí operní dům, ale i netradiční dějiště jako Musée d'Orsay v Paříži či Muzeum Vasa ve Stockholmu.
V prvních 30 letech orchestr při koncertech nejčastěji řídili Simon Rattle (8×), Claudio Abbado (6×) a Daniel Barenboim (5×) – první dva byli v té době šéfdirigenty Brněnských filharmoniků, třetí pak řídil berlínskou státní operu a s filharmoniky si navíc zahrál i jako klavírní sólista. V čele orchestru se však vystřídali i další význační dirigenti jako Bernard Haitink, Zubin Mehta, Pierre Boulez, Riccardo Muti či Gustavo Dudamel. Od roku 2020 jej pravidelně řídil nový šéfdirigent Kirill Petrenko.
Podobně jako v případě novoročních koncertů Vídeňských filharmoniků se z této tradiční akce stala prestižní záležitost sledovaná a přenášená mnoha rozhlasovými a televizními společnostmi.

## Seznam koncertů
| Rok  | Místo                                   | Dirigent         | Sóla | Program koncertu | Ref.  |
| ---- | --------------------------------------- | ---------------- | --- | --- | ----- |
| 1991 | Smetanova síň Obecního domu Praha       | Claudio Abbado   | Cheryl Studer (soprán) Bruno Canino (klavír)                                                                                   | - Wolfgang Amadeus Mozart: - Don Giovanni – předehra a scéna z opery - Symfonie č. 29 A dur - Recitativ a Rondo pro soprán, klavír a orchestr KV 201 - Symfonie č. 35 D dur „Haffnerova“ | [ 3 ] |
| 1992 | Bazilika sv. Vavřince El Escorial       | Daniel Barenboim | Plácido Domingo (tenor) | - Giuseppe Verdi: - Síla osudu – předehra k opeře - Don Carlos – árie z opery - Hector Berlioz: - Faustovo prokletí – části z dramatické legendy: Marche Hongroise, Invocation à la Nature - Franz Schubert: - Symfonie č. 8 h moll „Nedokončená“ - Richard Wagner: - Mistři pěvci norimberští – předehra k 1. dějství opery - Valkýra – árie z opery - Soumrak bohů – výběr z opery |       |
| 1993 | Royal Albert Hall Londýn                | Bernard Haitink  | Frank Peter Zimmermann (housle)                                                                                                | - Petr Iljič Čajkovskij: - Romeo a Julie – fantastická předehra - Wolfgang Amadeus Mozart: - Houslový koncert č. 3 G dur KV 216 - Igor Stravinskij: - Svěcení jara – balet - Petr Iljič Čajkovskij: - Louskáček – scéna z baletu: Květinový valčík |       |
| 1994 | Státní divadlo Meiningen                | Claudio Abbado   | Daniel Barenboim (klavír) | - Ludwig van Beethoven: - Klavírní koncert č. 5 Es dur Op. 73 - Johannes Brahms: - Symfonie č. 2 D dur Op. 73 |       |
| 1995 | Palazzo Vecchio Florencie               | Zubin Mehta      | Sarah Chang (housle) | - Ludwig van Beethoven: - Fidelio – předehra - Boris Blacher: - Variace na Paganiniho téma pro velký orchestr - Niccolò Paganini: - Houslový koncert č. 1 D dur: Allegro maestoso - Igor Stravinskij: - Petruška – balet - Antonín Dvořák: - Slovanský tanec č. 8 g moll |       |
| 1996 | Mariinské divadlo Petrohrad             | Claudio Abbado   | Anatolij Kočerga (baryton) Kolja Blacher (housle)                                                                              | - Sergej Prokofjev: - Romeo a Julie – výběr z baletu - Sergej Rachmaninov: - Aleko – scéna z opery: Kavatina Aleka - Ludwig van Beethoven: - Romance pro housle a orchestr č. 1 a 2 - Symfonie č. 7 A dur - Petr Iljič Čajkovskij: - Louskáček – scéna z baletu: Květinový valčík |       |
| 1997 | Královská opera Versailles              | Daniel Barenboim | Daniel Barenboim (klavír) | - Maurice Ravel: - Le Tombeau de Couperin – klavírní suita - Wolfgang Amadeus Mozart: - Klavírní koncert č. 13 C dur - Ludwig van Beethoven: - Symfonie č. 3 Es dur „Eroica“ |       |
| 1998 | Muzeum Vasa Stockholm                   | Claudio Abbado   | | - Richard Wagner: - Bludný Holanďan – předehra k opeře - Petr Iljič Čajkovskij: - Bouře – symfonická fantazie podle Williama Shakespeara - Claude Debussy: - Nokturna pro orchestr - Giuseppe Verdi: - Quattro pezzi sacri – cyklus sborů |       |
| 1999 | Mariánský kostel Krakov                 | Bernard Haitink  | Christine Schäfer (soprán) | - Wolfgang Amadeus Mozart: - Exsultate, jubilate – moteta KV 165 - Mše c moll: Et incarnatus est (Credo) - Fryderyk Chopin: - Klavírní koncert č. 2 f moll - Robert Schumann: - Symfonie č. 1 B dur „Jarní“ |       |
| 2000 | Berlínská filharmonie Berlín            | Claudio Abbado   | Michail Pletněv (klavír) Karita Mattila (soprán) Violeta Urmana (mezzosoprán) Thomas Moser (tenor) Eike Wilm Schulte (baryton) | - Ludwig van Beethoven - Klavírní koncert č. 2 B dur - Symfonie č. 9 d moll „S Ódou na radost“ |       |
| 2001 | Hagia Irene, Istanbul                   | Mariss Jansons   | Emmanuel Pahud (flétna) | - Joseph Haydn - Wolfgang Amadeus Mozart - Hector Berlioz |       |
| 2002 | Teatro Massimo, Palermo                 | Claudio Abbado   | Gil Shaham (housle) | Ludwig van Beethoven, Johannes Brahms, Antonín Dvořák, Giuseppe Verdi |       |
| 2003 | Mosteiro dos Jerónimos, Lissabon        | Pierre Boulez    | Maria João Pires (klavír) | Maurice Ravel, Wolfgang Amadeus Mozart, Béla Bartók, Claude Debussy |       |
| 2004 | Odeon des Herodes Atticus, Athen        | Simon Rattle     | Daniel Barenboim (klavír) | Johannes Brahms |       |
| 2005 | Ungarische Staatsoper, Budapest         | Simon Rattle     | Leonidas Kavakos (housle) | Hector Berlioz, Béla Bartók, Igor Strawinsky |       |
| 2006 | Ständetheater, Prag                     | Daniel Barenboim | Radek Baborák (lesní roh) | Wolfgang Amadeus Mozart |       |
| 2007 | Kabelwerk Oberspree, Berlin             | Simon Rattle     | Lisa Batiashvili (housle) Truls Mørk (violoncello)                                                                             | Richard Wagner, Johannes Brahms |       |
| 2008 | Tschaikowski-Konservatorium, Moskau     | Simon Rattle     | Vadim Repin (housle) | Igor Strawinsky, Max Bruch, Ludwig van Beethoven |       |
| 2009 | Teatro San Carlo, Neapel                | Riccardo Muti    | Violeta Urmana (alt) | Giuseppe Verdi, Giuseppe Martucci, Franz Schubert |       |
| 2010 | Sheldonian Theatre, Oxford              | Daniel Barenboim | Alisa Weilerstein (violoncello)                                                                                                | Richard Wagner, Edward Elgar, Johannes Brahms |       |
| 2011 | Teatro Real, Madrid                     | Simon Rattle     | Cañizares (kytara) | Emmanuel Chabrier, Joaquín Rodrigo, Sergei Wassiljewitsch Rachmaninow |       |
| 2012 | Spanische Hofreitschule, Wien           | Gustavo Dudamel  | Gautier Capuçon (violoncello)                                                                                                  | Johannes Brahms, Joseph Haydn, Ludwig van Beethoven |       |
| 2013 | Prager Burg, Prag                       | Simon Rattle     | Magdalena Kožená (mezzosoprán)                                                                                                 | Ralph Vaughan Williams, Antonín Dvořák, Ludwig van Beethoven |       |
| 2014 | Philharmonie, Berlin                    | Daniel Barenboim | - | Otto Nicolai, Edward Elgar, Pjotr Iljitsch Tschaikowski |       |
| 2015 | Megaro Mousikis, Athen                  | Simon Rattle     | Leonidas Kavakos (housle) | Gioacchino Rossini, Jean Sibelius, Johann Sebastian Bach, Robert Schumann |       |
| 2016 | Røros Kirke, Røros                      | Simon Rattle     | Vilde Frang (housle) | Edvard Grieg, Felix Mendelssohn Bartholdy, Ludwig van Beethoven |       |
| 2017 | Kastell (Vorplatz), Paphos              | Mariss Jansons   | Andreas Ottensamer (klarinet)                                                                                                  | Carl Maria von Weber, Stephan Koncz, Antonín Dvořák |       |
| 2018 | Markgräfliches Opernhaus, Bayreuth      | Paavo Järvi      | Eva-Maria Westbroek (soprán)                                                                                                   | Ludwig van Beethoven, Richard Wagner |       |
| 2019 | Musée d’Orsay, Paris                    | Daniel Harding   | Bryn Terfel (bas) | Richard Wagner, Hector Berlioz, Claude Debussy |       |
| 2020 | Philharmonie, Berlin                    | Kirill Petrenko  | - | Arvo Pärt, György Ligeti, Samuel Barber, Gustav Mahler |       |
| 2021 | Philharmonie (Foyer), Berlin            | Kirill Petrenko  | - | Boris Blacher, Charles Ives, Wolfgang Amadeus Mozart, Krzysztof Penderecki, Peter Tschaikowsky, John Adams |       |
| 2022 | Great Amber (Lielais dzintars), Liepāja | Kirill Petrenko  | Elīna Garanča (mezzosoprán) | Pēteris Vasks, Luciano Berio, Valentin Silvestrov, Leoš Janáček, Jean Sibelius |       |
| 2023 | Sagrada Família, Barcelona              | Kirill Petrenko  | | Wolfgang Amadeus Mozart, Valentin Silvestrov, Tóru Takemicu |       |